# ۴ اسفند
۴ اسفند سیصد و چهلمین روز سال در گاه‌شماری خورشیدی است. به پایان سال ۲۵ روز (۲۶ روز در سال کبیسه) باقی‌است.

## رویدادها
- ۱۳۴۸ - آغاز آغاز اعتراضات در تهران درپی افزایش قیمت بلیط اتوبوس در دوران پهلوی
- ۱۳۸۳ - وقوع زمین لرزه در زرند
- ۱۳۸۸ - دستگیری عبدالمالک ریگی
- ۱۳۸۸ - ثبت جهانی نوروز در مجمع عمومی سازمان ملل متحد
- ۱۳۹۸ - وقوع زمین لرزه در آذربایجان غربی
- ۱۴۰۱ - سقوط بالگرد حامل وزیر ورزش در بافت

## زادروزها
- ۱۲۸۱ - محمود حسابی، فیزیکدان، سناتور، وزیر آموزش و پرورش و بنیان‌گذار فیزیک دانشگاهی در ایران
- ۱۳۱۴ - صادق قطب‌زاده، از مشاوران روح‌الله خمینی در پاریس و وزیر امور خارجه و مدیر عامل سازمان رادیو و تلویزیون ملی ایران و عضو شورای انقلاب اسلامی ایران
- ۱۳۳۷ - لیلا فروهر، بازیگر و خواننده‌ ایرانی
- ۱۳۴۴ - محسن اسماعیلی، سیاستمدار
- ۱۳۵۰ - سعید آقاخانی، بازیگر و کارگردان ایرانی
- ۱۳۵۲ - شهرام شاه‌حسینی، کارگردان سینما و تلویزیون
- ۱۳۵۷ - شقایق دهقان، بازیگر و نویسنده ایرانی
- ۱۳۶۸ -  سهراب اعرابی، از جان‌باختگان اعتراضات به نتایج انتخابات دهم ریاست جمهوری ایران

## درگذشت‌ها
- ۱۳۹۱  - ناظم گنجاپور، بازیکن و مربی فوتبال
- ۱۴۰۰   - اسحاق قویدل، بدنساز و ورزشکار